# Alfons Sebastiá Viñals
Alfons Sebastiá Viñals, Alfonso Sebastia Vinals (ur. 27 maja 1910 w Walencji, zm. 1 września 1936 w Paternie) – hiszpański błogosławiony Kościoła katolickiego, duchowny katolicki.
Był synem robotnika. Rozpoczął studia w seminarium w Orihuela. W 1933 roku otrzymał święcenia kapłańskie. Kierował Szkołą Formacji Społecznej w Walencji. Padł ofiarą antykatolickich prześladowań religijnych okresu wojny domowej w Hiszpanii.
Alfonsa Sebastiá Viñalsa beatyfikował Jan Paweł II w dniu 11 marca 2001 roku jako męczennika zamordowanego z nienawiści do wiary (łac. odium fidei) w grupie 232 towarzyszy Józefa Aparicio Sanza.